# Esa Pulkkinen
Esa Pulkkinen, né le 6 juillet 1957 à Kalvola, est un lieutenant-général finlandais. Il été directeur général du département chargé de la politique de défense du ministère de la défense de 2010 à 2016, puis de nouveau de 2020 à 2021. 
Entre 2016 et 2020, il fut directeur général de l'État-major de l'Union européenne.
Depuis le 1er janvier 2022, il est Secrétaire permanent du ministère de la défense de Finlande,.

## Biographie

### Enfance et éducation
Esa Pulkkinen est né à Kalvola, dans le sud de la Finlande, le 6 juillet 1957. En 1980, il est diplomé de la Grande école de la défense nationale finlandaise et finit son master en 1985. Il obtient un diplôme du département de sécurité publique de l'académie militaire entre 1987 et 1989, puis continua à étudier par la suite à l'université de Genève entre 1995 et 1996. 
Après son retour en Finlande, il suit des cours destinés aux officiers supérieurs en 1997 et une formation militaire supérieure en 2005. En 2014, il étudie à l'université d'Harvard.

### Carrière militaire
Pulkkinen a été chef de peloton, chef de la formation d'officiers pour blindés et commandant de compagnie dans la brigade blindée de Parolanummi de 1980 à 1987. Il a ensuite été commandant de l'armée du district militaire d'Uusimaa de l'Est à Tuusula jusqu'en 1990. Entre 1990 et 1993, il a été chef d'état-major du département d'infanterie au sein de l'état-major général et, de 1993 à 1995, chef d'état-major de la section opérationnelle.

## Vie privée
Il est marié et a deux enfants adultes.